# Pegomya calceata
Pegomya calceata är en tvåvingeart som först beskrevs av Johann Wilhelm Meigen 1826.  Pegomya calceata ingår i släktet Pegomya och familjen blomsterflugor.
Artens utbredningsområde är Österrike. Inga underarter finns listade i Catalogue of Life.